# Manifestations du 11 juillet 2021 à Cuba
Les manifestations du 11 juillet 2021 à Cuba sont une série de manifestations contre le gouvernement cubain et le Parti communiste de Cuba au pouvoir. Excédés par les pénuries d'aliments et de médicaments, les coupures d'électricité, la crise économique accentuée par la résurgence de la pandémie de Covid-19 et l'absence de liberté, des milliers de Cubains ont manifesté dans les villes du pays. Ces manifestations sont décrites comme les plus importantes depuis celle du 5 août 1994, qui se limitait à La Havane, et même depuis la révolution cubaine en 1959.
Ces rassemblements ont fait un mort et des dizaines de blessés. Selon diverses organisations de l'opposition et des ONG, plusieurs centaines de personnes ont été arrêtées.

## Contexte
Comme origine à ces manifestations, les universitaires Laura Tedesco et William Leogrande évoquent la crise économique qui frappe Cuba depuis plusieurs années avec l'embargo des États-Unis, la perte de soutien économique de la part d'un pays tiers (initialement l'Union soviétique puis le Venezuela) et, plus récemment, la fermeture du pays aux touristes, en raison de la pandémie de Covid-19, qui prive le régime cubain de liquidité pour acheter à l'étranger les produits nécessaires à la population. D’autre part, la réforme monétaire visant l’unification du peso, mise en œuvre au début de l’année 2021, a favorisé l’inflation. L'embargo est encore accentué avec la politique de « pression maximale » engagée depuis 2019 par Donald Trump.
En conséquence, la nourriture et les médicaments manquent à Cuba. Des files d'attentes interminables sont visibles dans l'ensemble du pays. Par exemple, d'après Laura Tedesco, la population doit « faire la queue pendant des heures et des heures pour acheter du poulet »,. Les coupures d’électricité peuvent durer plusieurs heures.
L'ouverture d'Internet en 2018 permet aux Cubains d'échanger sur les réseaux sociaux. Le régime cubain a perdu de fait le monopole de l'information. Ainsi le clip Patria y vida, conçu en février 2021, ou #SOScuba sont des vecteurs de la mobilisation.
Pour Laura Tedesco la communication du régime cubain indiquant que les manifestants « dans les rues sont des contre-révolutionnaires, qu'ils sont payés par les États-Unis, que l'embargo... Le peuple est très fatigué d'entendre cela ». Par ailleurs Cuba subit un nombre élevé de cas d'infection à la Covid-19. Ainsi le dimanche 11 juillet 6 900 cas sont recensés et 47 morts dénombrés, cette situation accroit les tensions.

## Historique

### Déroulement

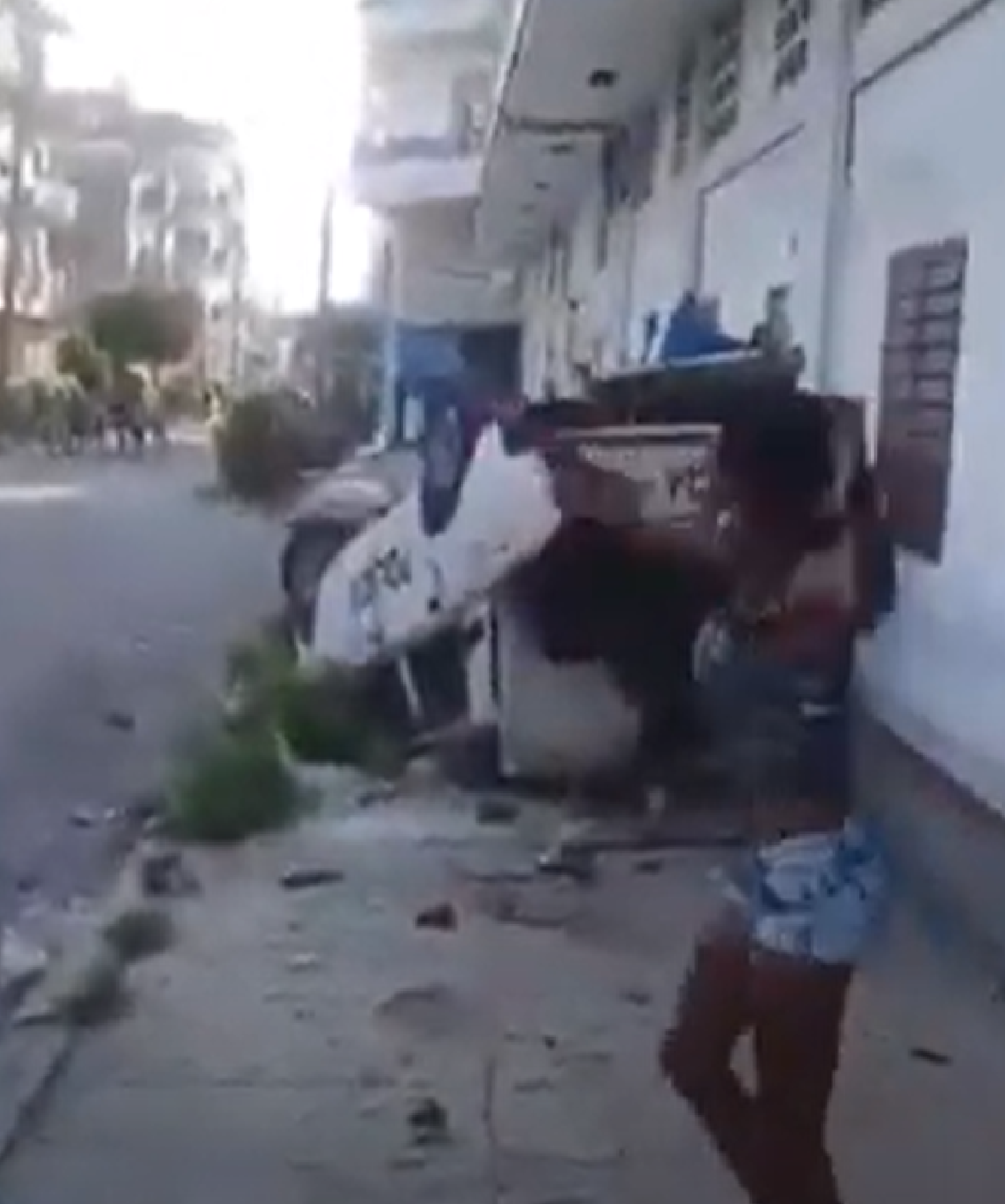
Véhicule de police détruit lors des manifestations.

Les manifestations commencent à San Antonio de los Baños,  au sud-ouest de La Havane puis elles se répandent à La Havane et dans plusieurs villes à travers tout le pays, relayées par les réseaux sociaux. Les manifestants crient : « Nous avons faim », « Liberté », « À bas la dictature », « À bas le communisme » et « Patria y vida ». Les forces armées cubaines interviennent pour mettre fin aux manifestations,. Le couvre feu est renforcé, des tirs et des arrestations sont signalés ainsi que des « tabassages ». L'armée est placée en état d’alerte.
Selon le média 14ymedio, il est dénombré plusieurs morts, blessés, disparus et prisonniers parmi les manifestants. Le ministère de l'intérieur cubain annonce, le 13 juillet, la mort d'un homme qui participait aux « troubles ». Environ 130 Cubains étaient emprisonnés ou signalés comme disparus. Le mouvement San Isidro indique que plusieurs figures de la dissidence sont arrêtées. C'est le cas de Luis Manuel Otero Alcántara, José Daniel Ferrer et Manuel Cuesta Morúa. De leur côté les Dames en blanc annoncent l'arrestation de Berta Soler qui dirige le groupe,. L'internet mobile, qui a permis le regroupement des manifestants et l'échange d'informations entre eux est fermé à partir du 11 juillet. Il est rétabli le 14 juillet, mais l'accès aux réseaux sociaux reste impossible. Ainsi Facebook, Instagram ou WhatsApp ne sont pas accessibles sauf en utilisant un VPN. Selon l'ONG Access Now (en) le régime cubain contrôle le contenu des échanges en utilisant des technologies chinoises,.
À la suite des manifestations anti-gouvernementales, Miguel Diaz-Canel réunit plusieurs milliers de partisans sur le Malecón. Raúl Castro, sorti de sa retraite et revêtu de son uniforme de général, est à ses côtés. Miguel Diaz-Canel déclare : « Ce que le monde est en train de voir de Cuba est un mensonge »,.

### Conséquences politiques et économiques
À la suite des manifestations du dimanche 11 juillet 2021, Miguel Díaz-Canel demande à ses partisans de défendre la Révolution dans la rue et accuse les États-Unis d'être à l'origine de cette contestation,. Il réfute qu'il s'agit d'une « explosion sociale », toutefois, il admet la nécessité d'effectuer une « analyse critique » des problèmes. Concernant les manifestants, il évoque la possibilité d'excuses à « ceux qui au milieu de la confusion dans ce genre d'événements ont été pris (pour des fauteurs de troubles) et maltraités ».

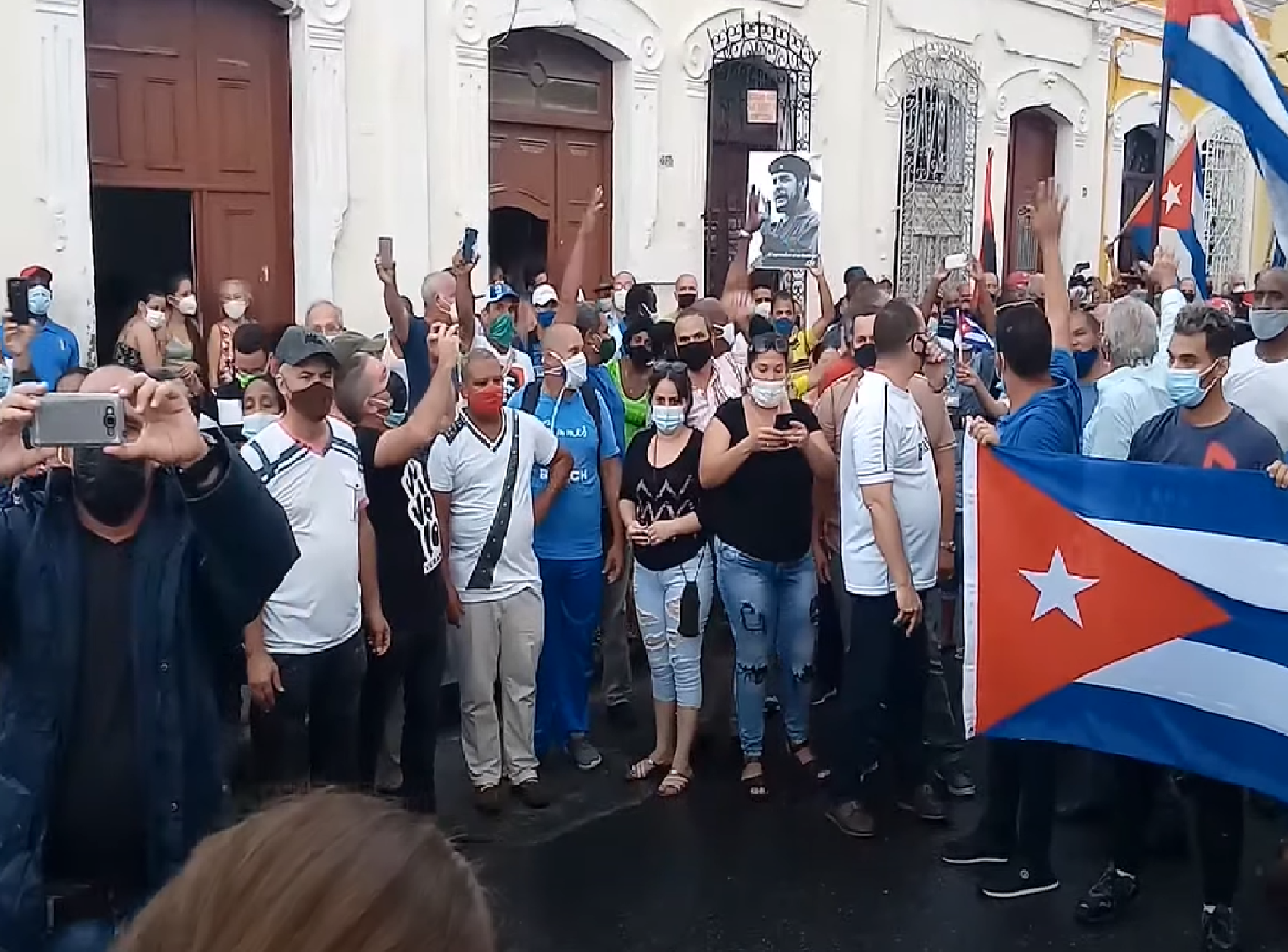
Manifestation pro-gouvernementale à Cienfuegos.

Raúl Castro participe le 12 juillet à une réunion du Bureau politique, la plus haute instance du Parti communiste de Cuba. Le régime cubain lève, jusqu'au 31 décembre 2021, les restrictions douanières qui limitaient les importations d'hygiène, de médicaments et de nourriture. De plus, l'obligation d'utiliser l'échelle salariale pour le paiement des salaires est supprimée. Le ministre de l'Économie Alejandro Gil précisant qu'il s'agit du « principe de gagner plus si on produit plus de richesse et si on est plus efficace ». Par ailleurs, les Cubains pourront toujours conserver la libreta après un déménagement, ce qui n'était pas le cas auparavant. De plus les bénéficiaires de la libreta vont recevoir trois livres supplémentaires de riz et ce au moins jusqu'à décembre 2021.
Pour l'opposant cubain Manuel Cuesta Morúa : « Les gens réclamaient des corridors humanitaires, ils voulaient recevoir des médicaments et des aliments, mais ils réclamaient également la liberté ! D’ailleurs beaucoup l’ont exprimé sur les réseaux sociaux en disant « ce n’est pas suffisant ». Ce que réclament les citoyens, c’est la liberté et un espace démocratique et que l’on respecte leurs droits à liberté d’expression, d’association, tout ce qui a trait aux libertés civiles et politiques.  Désormais il devrait, d’un côté, y avoir une grande discussion au sein du pouvoir, et de l’autre, un réalignement de la société civile et de la société cubaine pour continuer à exercer une pression ». De même la blogueuse dissidente Yoani Sánchez estime que les mesures sont insuffisantes.
Le 22 juillet, les Etats-Unis décident, en vertu de la loi Magnitski, des sanctions symboliques à l'égard d'Álvaro López Miera, ministre de la défense cubaine, et contre « les bérets noirs » une unité spéciale anti-manifestation, gelant leurs accès au système financier et leurs avoirs aux États-Unis,.
Avec une première loi sur la cybersécurité, les autorités cubaines décident de pénaliser la « subversion sociale » qui peut « troubler l’ordre public » et « promouvoir l’indiscipline ».

### Arrestations et condamnations
Rubén Remigio Ferro (en), président du Tribunal suprême populaire, indique le 24 juillet 2021 ne pas connaitre le nombre d'arrestations après les manifestations des 11 et 12 juillet. Celles-ci sont estimées à plusieurs centaines par des associations humanitaires. Par ailleurs Rubén Remigio Ferro évoque 59 manifestants jugés dans le cadre de 19 procès. Bruno Rodríguez Parrilla, ministre des Affaires étrangères de Cuba, annonce que la majorité des manifestants arrêtés sont déjà relâchés après « avoir été punis d’une amende ou placés en résidence surveillé ». Il s'agit de décisions sans que les condamnés soient présentés devant un tribunal.  De plus Bruno Rodríguez Parrilla dément la présence de mineurs parmi les prisonniers. Pour sa part l'ONG Prison Defenders dénonce des procès expéditifs ,.

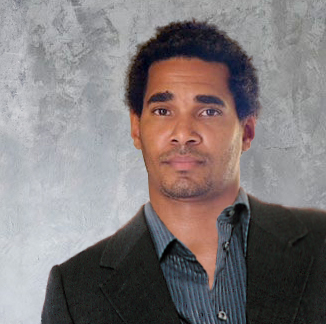
Luis Manuel Otero Alcántara arrêté le 11 juillet.

Anyelo Troya, un des réalisateurs du clip contestataire Patria y vida, est condamné à un an de prison pour « désordre public » après sa participation à la manifestation du 11 juillet. Sa famille indique qu'il a été jugé avec 12 autres manifestants. Le dissident José Daniel Ferrer et l'artiste Luis Manuel Otero Alcántara, membre du Mouvement San Isidro, sont emprisonnés. Selon le mouvement, Luis Manuel Otero Alcantara a été « transféré à la prison de haute sécurité de Guanajay ».
Le 25 janvier 2022, le gouvernement cubain indique que 790 personnes, dont 55 âgées de moins de 18 ans, ont été inculpées pour les manifestations de juillet. À cette date, 172 autres personnes ont été condamnées. Entre le 14 décembre et 3 février 2022, 129 accusés sont jugés à La Havane et le 16 mars la Cour suprême de Cuba annonce la condamnation de 128 d'entre eux à des peines de 6 à 30 ans de prison pour « sédition » et « vols ».
En juin 2022, Luis Manuel Otero Alcántara et Maykel Castillo Pérez sont condamnés respectivement à cinq et neuf ans de prison.
En août 2024, Yosandri Mulet Almarales, un prisonnier politique, est mort des suites de graves blessures subies après une tentative de suicide qui l'a maintenu entre la vie et la mort pendant plusieurs jours. Yosandri Mulet Almarales est un militant politique, connu pour avoir participé aux manifestations du 11 juillet et 12 juillet 2021.
En janvier 2025, à la suite d’une médiation entreprise par le pape François, les autorités cubaines annoncent la libération des personnes qui avaient été condamnées dans le cadre de ces manifestations. 

## Réactions internationales

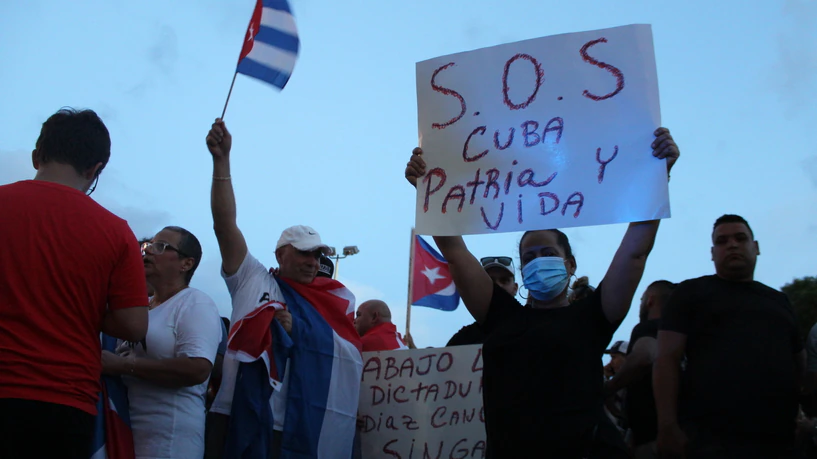
Manifestation de soutien à Miami.

### Gouvernements

#### Amérique
- Argentine, le président Alberto Fernández demande la levée de l'embargo des États-Unis contre Cuba et condamne une hypothétique intervention étrangère[41].
- Brésil, le président Jair Bolsonaro soutient le peuple cubain qui subit une « dictature cruelle »[42]. Par contre, l'ancien président Lula indique : « Si Cuba ne subissait pas un blocus, elle pourrait être la Hollande »[27].
- Canada, les autorités canadiennes soulignent « le droit à la liberté d'expression et de réunion et appelle toutes les parties à respecter ce droit fondamental »[43]. Puis Justin Trudeau condamne la « répression violente » et les « centaines d’arrestations »[44].
- Chili, le gouvernement de Sebastián Piñera condamne les « mesures répressives » du gouvernement cubain contre son peuple qui manifeste pacifiquement[45].
- États-Unis, le président Joe Biden  appelle « le régime cubain à entendre son peuple » et son « appel vibrant à la liberté »[20]. Il propose d'aider la population en envoyant de façon importante des doses de vaccin anti-Covid, puisque le régime cubain a refusé d'adhérer au dispositif COVAX. Il offre également l'aide des États-Unis pour rétablir internet[46].
- Mexique, le président mexicain Andres Manuel Lopez Obrador propose d'envoyer de l'aide humanitaire tout en indiquant qu'il ne doit pas y avoir d'ingérence dans les affaires intérieures cubaine[47].
- Venezuela, Nicolás Maduro soutient Miguel Díaz-Canel et le « gouvernement révolutionnaire de Cuba »[48].

#### Asie
- Chine, le porte-parole du ministère chinois des Affaires étrangères demande la fin de l'embargo des États-Unis contre Cuba[49].
- Corée du Nord, le ministre des Affaires étrangères indique : « Les manifestations antigouvernementales qui ont eu lieu à Cuba sont le résultat d'une manipulation en coulisse par les forces extérieures et leur complot persistant de blocus anti-cubain pour anéantir le socialisme et la révolution »[50].
- Iran, Téhéran reproche aux États-Unis de « chercher à s'ingérer dans les affaires intérieures » de Cuba et soutient le gouvernement et le peuple cubain[51].

#### Europe
- Allemagne, Heiko Maas, ministre des Affaires étrangères, appelle « le gouvernement cubain à renoncer à la violence, à rechercher le dialogue et à libérer toutes les personnes arrêtées lors de manifestations pacifiques »[52].
- Espagne, le ministre des Affaires étrangères, José Manuel Albares déclare : « L'Espagne défend le droit de manifester librement et pacifiquement et demande aux autorités cubaines de le respecter. Nous défendons les droits humains sans conditions »[53].
- Russie, le ministère russe des Affaires étrangères récuse toute ingérence étrangère dans les affaires cubaines[54].
- Vatican, le pape François « prie le Seigneur de les aider à construire dans la paix, le dialogue et la solidarité une société toujours plus juste et fraternelle. »[55].

#### Organisations internationales
- Union européenne, dans un premier temps Josep Borrell demande aux autorités cubaines d'« écouter le mécontentement des manifestants »[56]. Puis, devant la répression qui frappe ces derniers, il appelle les autorités cubaines à libérer les personnes arrêtées arbitrairement[57].
- ONU, Michelle Bachelet, haute-commissaire aux droits de l’homme, incite au dialogue et demande la libération rapide des prisonniers ainsi que la levée des sanctions qui frappent Cuba[58].
- Organisation des États américains, Luis Almagro, secrétaire général de l'Organisation des États américains, décrit le système politique de Cuba comme une « dictature ratée, oppressive et corrompue », ajoutant qu'« il a survécu grâce à son parasitisme, d'abord de l'Union soviétique et ensuite du Venezuela »[59].

### Manifestations de soutien
Des manifestations en faveur ou en opposition au régime cubain sont organisées à l'étranger. Ainsi en Argentine, devant l'ambassade de Cuba, des militants de gauche, viennent soutenir la révolution cubaine et des exilés cubains et des Argentins contestent le régime communiste.
À Paris, l'ambassade de Cuba est victime d'une attaque avec des cocktails Molotov. Bruno Rodríguez Parrilla, ministre des Affaires étrangères cubain, en rejette la responsabilité sur les États-Unis.